# Georges Wague
Georges Wague, nascut Georges Marie Valentin Waag, (París, 14 de gener de 1874 - Menton, 17 d'abril de 1965) va ser un mim, professor i actor de cinema mut francès.

## Naixement i educació
Georges Marie Valentin Waag va néixer a París el 14 de gener de 1874. Els seus pares eren estrictes i devots.
La seva mare va morir quan ell tenia nou anys, i el van col·locar a l'escola dels Germans de la doctrina cristiana a la rue d'Assas de París.
Es va graduar com a enginyer elèctric abans d'entrar al Conservatori d'Art Dramàtic de París com a auditor. Al Conservatori va assistir al curs impartit per Dupont Vernon.

## Primers anys

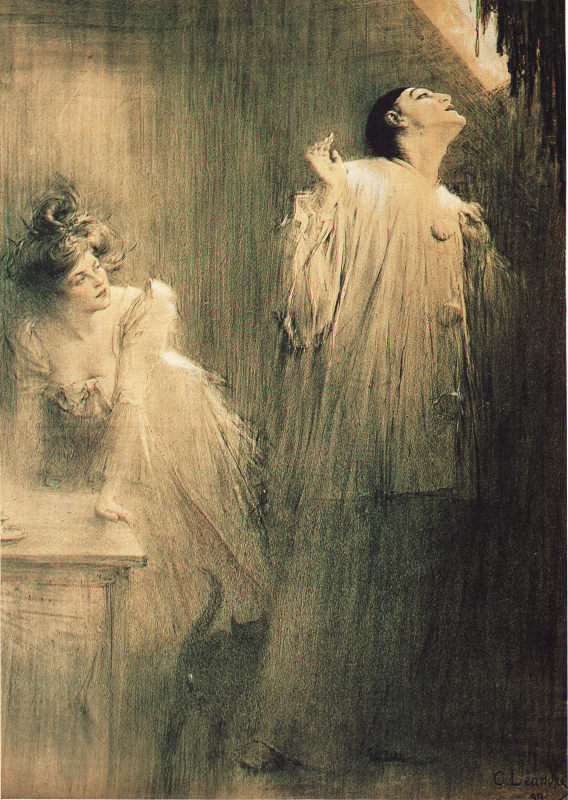
Georges Wague en una de les cantomimes (pantomimes interpretades amb cançons fora de l'escenari) de Xavier Privas. Pòster de Charles Léandre, 1899

A principis de la dècada de 1890 Wague va participar en les vetllades de La Plume, la revista literària fundada per Léon Deschamps, on es va destacar pels seus recitals de versos.
Xavier Privas va proposar cantar cançons mentre Georges Wague les imitava, creant una nova expressió artística que van anomenar "cantomima". A les cantomimes, que van començar el 1893 al Café Procope, Wague va actuar a l'escenari amb un cantant i un piano a les ales.
Sovint el personatge era Pierrot.
La mímica consolidada Félicia Mallet va ajudar Wague a desenvolupar el seu estil molt individual durant la primera part de la seva carrera.
Les cantomimes inclouen Noël de Pierrot (1894) i Le Testament de Pierrot (1895).
Wague va fer la seva primera pantomima al Théâtre Montparnasse el 1895, Le Voeu de Musette. Molts altres els van seguir al llarg dels anys.
Per reactivar la seva carrera després del seu retorn del servei militar l'any 1898, Georges Wague va començar a participar en les vetllades de les "Veillées artistiques de Plaisance", on interpretava Pierrot Chante (1899) i Sommeil Blanc (1899).
Sommeil blanc fou escrita per a ell per Xavier Privas, amb música de Louis Huvey.
A causa de la rivalitat amb altres intèrprets de cantomimes, Wague va crear una companyia amb Christiane Mandelys, que es va convertir en la seva dona, per preservar els seus drets com a inventor del concepte. Amb la seva comparsa va interpretar La Roulotte dirigida per Georges Chartron.
Va obtenir èxit i va començar a fer gires a França ia l'estranger, donant lloc a la presentació de l'últim espectacle a l'Exposició Universal de París (1900) on va interpretar parts de Pierrot com l'infidel Pierrot i Christmas Pierrot.

## Estrella
Georges Wague va decidir passar a la pantomima blanca, on es fan grans gestos i moviments, i la pantomima és dramàtica.
Per això va canviar el seu joc escènic: el seu mim consistia en gestos reduïts a les actituds més simples per expressar tot el ventall del pensament en constant moviment. No va utilitzar l'alfabet convencional dels mims en aquesta forma original d'expressió.

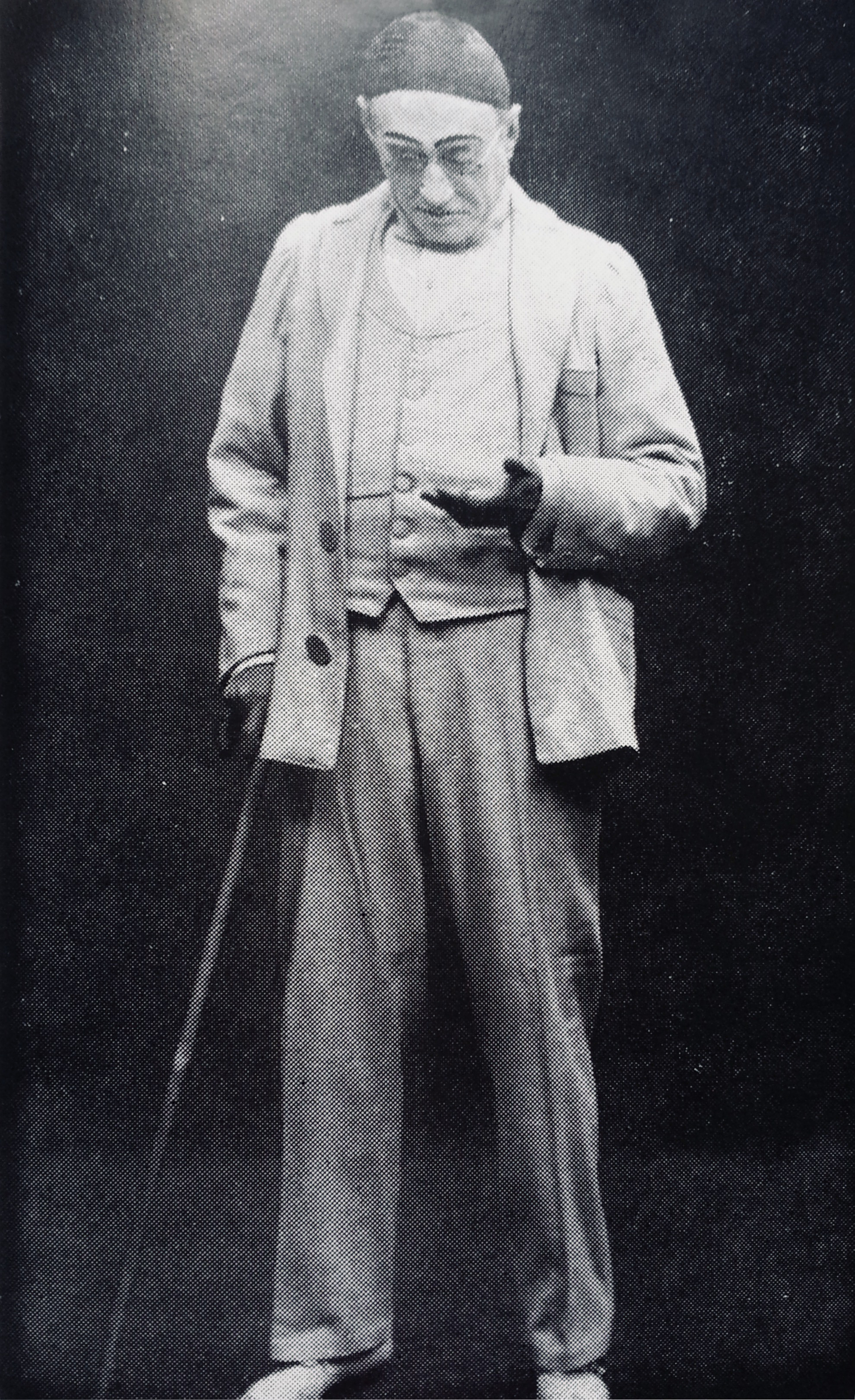
Georges Wague com Pere Pierrot a la pel·lícula de 1907 L'Enfant prodigue

Georges Wague va ensenyar pantomima, sobretot a l'escriptora Colette, amb qui va fer una gira de 1906 a 1912 i va causar un escàndol amb les presentacions de La Chair on Colette estava en gran part nua.
Wague va actuar en moltes pantomimes escèniques, com ara Scaramouche, Barbe Bluette i L'homme aux poupées, i va interpretar papers silenciosos en ballet i òpera.
Entre 1907 i 1922, també va actuar en més de quaranta pel·lícules.
Va començar la seva carrera cinematogràfica amb la pel·lícula muda L'Enfant prodigue de Michel Carré, on va interpretar un Pierrot.
La seva darrera actuació cinematogràfica va ser l'any 1922 a Faust de Gérard Bourgeois.
Va continuar interpretant un Pierrot de cara blanca a lOpéra-Comique durant la dècada de 1920.
El 1925, va actuar amb la ballarina flamenc Antonia Mercé y Luque, "La Argentina", a El amor brujo al Théâtre Trianon-Lyrique.
Des de 1916 Wague va ensenyar al Conservatori Nacional d'Art Dramàtic.
Wague va ensenyar mimes que van aconseguir la fama com Christine Kerf, Caroline Otéro, Angèle Héraud i Charlotte Wiehé.
També va ensenyar als actors i cantants d'òpera a utilitzar el seu cos per expressar els seus sentiments.
Aquesta habilitat era molt descuidada a l'òpera, on sovint els cantants eren escollits per la seva veu més que per la seva aparença i tenien poca capacitat d'actuació.
Wague va col·laborar amb el mim i actor Jean-Louis Barrault quan va interpretar a Jean-Gaspard Deburau a la pel·lícula de 1943 Children of Paradise, la base de la seva peça mímica de 1946 Baptiste.
Georges Wague va ser guardonat amb la Gran Medalla de Vermeil per la ciutat de París el 1962.
Va morir el 17 d'abril de 1965 a Menton, als Alps Marítims, als 91 anys.

## Visions
Encara que Georges Wague va començar la seva carrera amb el vestit de Pierrot, finalment va descartar l'obra de Jean-Gaspard Deburau ("Baptiste") com a pueril i embrionària, afirmant que era hora de la desaparició de Pierrot per donar lloc als "personatges" menys convencionals, més humans."
Wague va criticar la tradició clàssica del mim italià en una entrevista de 1908, contrastant-la amb la nova forma de mim que va sorgir a França. Ell va dir,
| « | La primera escola -la de la tradició italiana- té un gran error que mata la resta. És a dir, té a la seva disposició un nombre força limitat de moviments restringits dels quals molts són purament convencionals -una mena d'alfabet mut... El públic no els pot entendre sense ser iniciat. ... La nova escola -la francesa- és més sòbria i vertadera. Pretén representar un sentiment o estat d'ànim únicament a través de l'actitud general del cos i les expressions que l'extraordinària mobilitat del rostre fa gairebé il·limitada. Totes aquestes impressions sentides troben ampli reflex -per dir-ho d'alguna manera- en els trets facials que modifiquen, canvien i transformen infinitament... Totes les arts dramàtiques han canviat, per què no la pantomima? | » |

Wague va veure que l'art de la pantomima era capaç d'abastar molt més que les paraules parlades, especialment en la comunicació de sentiments. Va dir: "Amb la fulguració d'una mirada, la cadència d'un pas, una rotació del tors, un arrugat dels trets, un artista mim pot caracteritzar motius ocults com l'odi, el remordiment, el desig, el gaudi o el fàstic, que les frases més càlidament descrites i dramàticament ben enunciades només poden proporcionar superficialment."

## Filmografia parcial
- 1907 : L'Enfant prodigue de Michel Carré
- 1908 : La Légende de la fileuse de Louis Feuillade
- 1909 : L'Homme aux poupées (director desconegut)
- 1910 : Une aventure secrète de Marie-Antoinette de Camille de Morlhon
- 1910 : Au temps de la chouannerie de Louis Feuillade
- 1917 : Le Bonheur qui revient d'André Hugon
- 1922 : Faust de Gérard Bourgeois